# Лазерная резка
Лазерная резка — технология резки и раскроя материалов, использующая лазер высокой мощности и обычно применяемая на промышленных производственных линиях. Сфокусированный лазерный луч, обычно управляемый компьютером, обеспечивает высокую концентрацию энергии и позволяет разрезать практически любые материалы независимо от их теплофизических свойств. В процессе резки, под воздействием лазерного луча материал разрезаемого участка плавится, возгорается, испаряется или выдувается струей газа. При этом можно получить узкие резы с минимальной зоной термического влияния. Лазерная резка отличается отсутствием механического воздействия на обрабатываемый материал, возникают минимальные деформации, как временные в процессе резки, так и остаточные после полного остывания. Вследствие этого лазерную резку, даже легкодеформируемых и нежестких заготовок и деталей, можно осуществлять с высокой степенью точности. Благодаря большой мощности лазерного излучения обеспечивается высокая производительность процесса в сочетании с высоким качеством поверхностей реза. Легкое и сравнительно простое управление лазерным излучением позволяет осуществлять лазерную резку по сложному контуру плоских и объемных деталей и заготовок с высокой степенью автоматизации процесса.

## Процесс
Для лазерной резки металлов применяют технологические установки на основе твердотельных, волоконных лазеров и газовых CO2-лазеров, работающих как в непрерывном, так и в импульсно-периодическом режимах излучения. Промышленное применение газо-лазерной резки с каждым годом увеличивается, но этот процесс не может полностью заменить традиционные способы разделения металлов. В сопоставлении со многими из применяемых на производстве установок стоимость лазерного оборудования для резки ещё достаточно высока, хотя в последнее время наметилась тенденция к её снижению. В связи с этим процесс лазерной резки становится эффективным только при условии обоснованного и разумного выбора области применения, когда использование традиционных способов трудоемко или вообще невозможно.

## Преимущества
Лазерная резка осуществляется путём сквозного прожига листовых металлов лучом лазера. Такая технология имеет ряд очевидных преимуществ перед многими другими способами раскроя:
- Отсутствие механического контакта позволяет обрабатывать хрупкие и легко деформирующиеся материалы;

- Обработке поддаются материалы из твёрдых сплавов;

- Возможна высокоскоростная резка тонколистовой стали;

- При выпуске небольших партий продукции целесообразнее провести лазерный раскрой материала, чем изготавливать для этого дорогостоящие пресс-формы или формы для литья;

- Для автоматического раскроя материала достаточно подготовить файл рисунка в любой чертёжной программе и перенести файл на компьютер установки, которая выдержит погрешности в очень малых величинах.

## Обрабатываемые материалы
Для лазерной резки подходит любая сталь любого состояния, алюминий и его сплавы, другие цветные металлы. Обычно применяют листы из таких металлов:
- Сталь от 0,2 мм до 30 мм
- Нержавеющая сталь от 0,2 мм до 40 мм
- Алюминиевые сплавы от 0,2 мм до 25 мм
- Латунь от 0,2 мм до 12,5 мм
- Медь от 0,2 мм до 16 мм

Для разных материалов применяют различные типы лазеров.
Лучше всего обрабатываются металлы с низкой теплопроводностью, так как в них энергия лазера концентрируется в меньшем объеме металла, и наоборот, при лазерной резке металлов с высокой теплопроводностью может образоваться грат.
Также могут обрабатываться многие неметаллы — например, дерево.

## Охлаждение
Лазер и его оптика (включая фокусирующие линзы) нуждаются в охлаждении. В зависимости от размеров и конфигурации установки, избыток тепла может быть отведен теплоносителем или воздушным обдувом. Вода, часто применяемая в качестве теплоносителя, обычно циркулирует через теплообменник или холодильную установку.

## Энергопотребление
Эффективность промышленных лазеров может варьироваться от 5% до 45%. Энергопотребление и эффективность будут зависеть от выходной мощности лазера, его рабочих параметров и того, насколько хорошо лазер подходит для конкретной работы. При определении целесообразности использования того или иного типа лазера учитывается как стоимость лазера в совокупности с обслуживающим его оборудованием, так и стоимость содержания и обслуживания лазера. В 10-х годах XXI столетия эксплуатационные издержки оптоволоконного лазера составляют около половины от эксплуатационных издержек углекислотного лазера.
Величина необходимой затрачиваемой мощности, необходимой для резки, зависит от типа материала, его толщины, среды обработки, скорости обработки.